# Nicola Musmeci
il Barone Nicola Francesco Saverio Musmeci della Torre (Acireale, 13 gennaio 1912 – Catania, 21 novembre 1993) è stato un pilota automobilistico italiano.

## Biografia
Nato da un'aristocratica famiglia siciliana, da Don Saverio Musmeci della Torre e da Donna Lucrezia Beneventano. Trascorre la sua infanzia studiando nella capitale italiana, Roma.
Si avvicina al mondo nelle corse da giovanissimo con una Fiat 1100 Sport ma l'anno che segna l'inizio della sua carriera è il 1948 quando con una Maserati A6GCS corre una Targa Florio. Il 1949 lo vede in gara in alcune delle gare più importanti d'Italia tra cui: Targa Florio (arrivando 4º assoluto su Maserati),Gp di Pergusa su Maserati, Mille Miglia su Lancia Aprilia (arrivando 44º assoluto) e Salita al Monte Pellegrino vincendola.
Tra la fine degli anni 40 e l'inizio degli anni 50 fu uno dei più grandi finanziatori del reparto corse della Maserati sotto la guida di Adolfo Orsi.
Nel 1949 sarà l'ideatore e l'organizzatore della prima e unica "Pozzillo-Acireale", che dopo tante peregrinazioni fu vinta da lui stesso.
Il Barone continuerà a correre fino al 1957, scrivendo pagine memorabile del motorismo siciliano come la vittoria di categoria di un Giro di Sicilia nel 1955 a bordo di una Alfa Romeo 1900 TI (Numero di Telaio "7822"). Il notabile catanese è anche celebre per avere preso parte alla Coppa d'Oro delle Dolomiti del 1955. Il barone è noto per aver corso sotto bandiera della Scuderia Centro Sud.
Nicola si occuperà negli anni 30' del secolo scorso di un minuzioso e accurato restauro di Palazzo Musmeci, nel pieno centro di Acireale, che ha ospitato il Re Umberto I di Savoia nel 1881 con la moglie Margherita e con il figlioletto Vittorio Emanuele (futuro Re Vittorio Emanuele III).
Fonda nel 1946 la prima concessionaria Alfa Romeo a Catania, la "S.V.A.R." (Società Vendita Alfa Romeo), con Alessandro detto Sandro Perrone, suo copilota e navigatore in svariate corse, e con Rosario Distefano.
Nel 1952 Musmeci, Perrone e Distefano aprirono una sede della "S.V.A.R." a Roma, ma il difficile mercato della città eterna decreterà la fine della succursale romana dopo pochi anni. La "SVAR" di Catania continuerà ad essere attiva fino agli anni 70, cambiando più volte sede dalla prima in Via Sant’Euplio a Corso Italia.
Muore nel novembre 1993 lasciando discendenza.